# میسکوامیکوت، رود آیلند
میسکوامیکوت (به انگلیسی: Misquamicut) شهری در ایالت رود آیلند کشور ایالات متحده آمریکا است که جمعیت آن در سرشماری سال ۲۰۱۰ میلادی، ۳۹۰ نفر بوده‌است.